# Wisdom (Albatros)

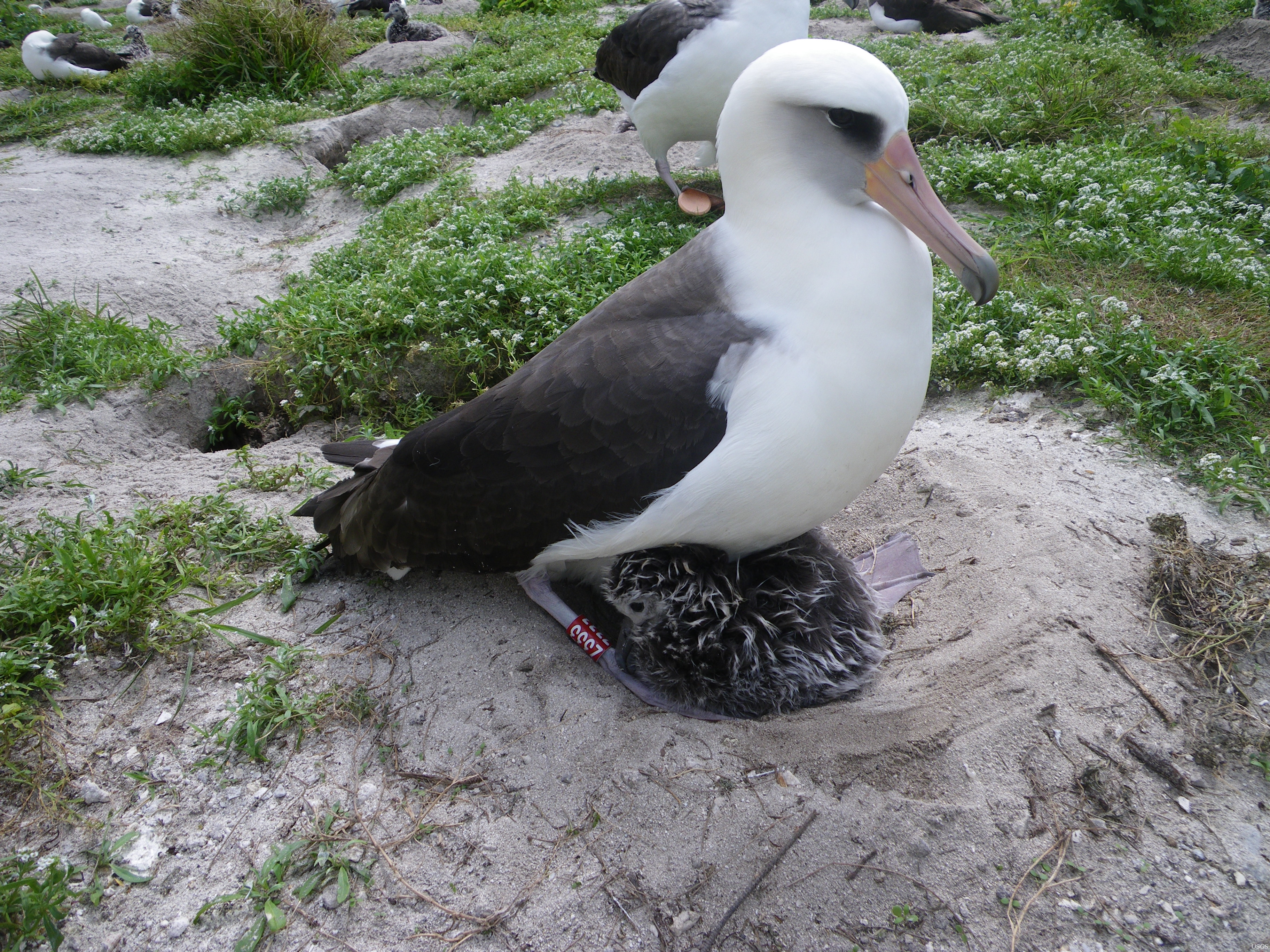
Wisdom mit Küken im Jahr 2011

Wisdom  (* ca. 1951) ist ein weiblicher Laysanalbatros, der mit mindestens 73 Jahren als ältester freilebender beringter Vogel der Welt gilt.
Auf den Midway-Inseln wurde die adulte Wisdom 1956, als sie ebenfalls dort brütete, von dem US-amerikanischen Ornithologen Chandler Robbins beringt. Da Laysanalbatrosse frühestens im Alter von 5 Jahren zum ersten Mal brüten, ergibt sich ein geschätztes Alter von mindestens 73 Jahren (Stand: 2024) für das Tier. Die normale Lebenserwartung liegt bei etwa 50 Jahren.
Albatrosse leben monogam. Mit ihrem letzten Partner Akeakamai hatte Wisdom seit 2012 bereits zahlreiche Küken aufgezogen, in ihrer gesamten Lebenszeit wahrscheinlich etwa 30 bis 36. Zuvor hatte sie wahrscheinlich andere Partner, die sie überlebt hat. Sie kehrt jährlich aufs Midway-Atoll im Pazifik zurück, wo im Februar 2021 ihr aktuelles Küken geschlüpft ist.
Seit 2021 gilt ihr Partner als verschollen. In der Folge kam es auch zu keiner neuen Verpaarung. Erst mit Beginn der Brutsaison 2023/24 balzte sie wieder mit einem neuen Männchen. Es wurde allerdings damit gerechnet, dass sie erst ab der nächsten Saison wieder brütet. Zu Beginn der Brutsaison 2024/25 wurde Wisdom im November 2024 wieder mit ihrem neuen Partner auf dem Midway-Atoll gesichtet, wo das Paar ein Ei ausbrütet.